# Pit (rivière)
Pour les articles homonymes, voir PIT.
Ne doit pas être confondu avec Bolchoï Pit ou Pitt (rivière).
La Pit est un cours d'eau du nord de la Californie, dans la vallée Centrale de Californie, aux États-Unis.